# Mulhouse
Mulhouse (elzaški Mihlhüsa, njemački: Mülhausen) je grad koji se nalazi na istoku Francuske u pokrajini Elzas i departmanu Haut-Rhin (Gornja-Rajna). Kroz grad prolaze dvije rijeke Doller i Ill ([il]) koje su pritoci rijeke Rajne, a nedaleko od njega nalaze se njemačka i švicarska granica. Drugi je najveći grad u pokrajini Elzas.
Prema podacima iz 1999. grad ima 112 002 stanovnika, dok u širem području živi njih 234 445.
Ime Mulhouse dolazi od mühle (mlin) i häuser (kuća).
Grad je poznat po stoljetnoj industriji tekstila, kemije i strojarstva.

## Povijest
Mulhouse se po prvi put spominje u pismenom zapisu iz 12.stoljeću. Bio je u sastavu Svetog Rimskog Carstva gdje je od 1354. do 1515. dio Décapolea (saveza deset slobodnih carskih gradova Elzasa). 1515. grad se je pridružio Švicarskoj Konfederaciji, a 4. siječnja 1798. aneksirala ga je Francuska. Nakon Francusko-pruskog rata i ujedinjenja Njemačke Mulhouse je pak aneksiralo Njemačko Carstvo u čijem sastavu ostaje sve do kraja Prvog svjetskog rata 1918. kada je vraćen Francuskoj da bi grad ponovno okupirala nacistička Njemačka 1940., i ponovo je vraćen Francuskoj po završetku Drugog svjetskog rata 1945.

## Znamenitosti
- Hôtel de Ville (Gradska vijećnica) izgrađena je 1553. u rajnsko-renesansnom stilu.
- Musée National de l'Automobile de Mulhouse (Muzej automobilske industrije Mulhousea)
- Musée français du chemin de fer (Francuski nacionalni muzej željeznice)
- Electropolis
- Musée de l'Impression sur Étoffes (Muzej štampanog tekstila)
- Botanički i Zoološki vrt

## Vanjske poveznice
- Službene stranice grada Mulhouse
- Gradski vodič Mulhousea i departmana Haut-Rhin

## Galerija
- Središnj trg u Mulhouseu
- Gradska vijećnica
- Božićni sajam u Mulhouseu

|  | Portal Francuske – Pristup člancima s tematikom o Francuskoj. |